# Mastering

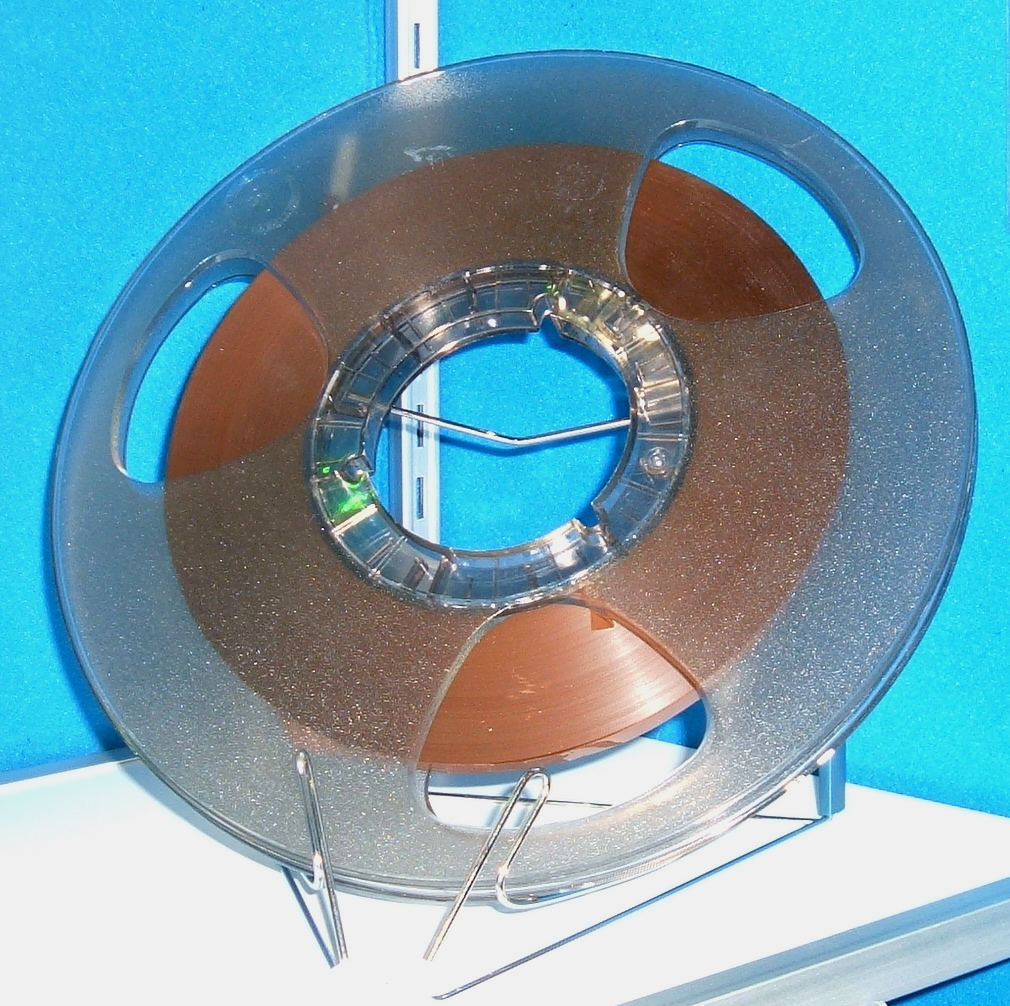
Taśma magnetyczna była powszechnie używana do tworzenia kopii głównych

Mastering – końcowy etap procesu realizacji produkcji muzycznej, podczas którego wydobywa się niuanse brzmieniowe realizowanego materiału. Ma to na celu ujednolicenie brzmienia wszystkich utworów (zwłaszcza, gdy materiał nagrywany był w różnych studiach) oraz dostosowanie brzmienia materiału do obowiązujących standardów. Podstawą dla masteringu jest poprzednio przeprowadzone, poprawnie brzmiące miksowanie.
Czynność masteringu poprzedza przetworzenie dźwięków na cyfrowe bądź analogowe, w zależności od możliwości edycyjnych studia nagraniowego. Stosowane narzędzia obróbki to m.in. korektory, kompresory, limitery dźwiękowe. Inżynierowie masteringu stosują urządzenia analogowe, jednak częściej limitowanie odbywa się przy zastosowaniu technologii cyfrowej. Technika cyfrowa jest obecnie wygodna z tego względu, iż pozwala na operowanie całością utworów muzycznych oraz segmentację całości na zamierzone utwory.